# Copa Constitució 2021
La Copa Constituició 2021 va ser la 29 edició de la Copa Andorra de futbol. Va començar en 17 de febrer de 2021 i va finalitzar en 30 de maig. El campió del torneig es va assegurar un lloc en la fase preliminar de la Lliga Europa Conferència de 2021-22.

## Equips participants
A aquesta edició hi participaren els vuit equips de Primera divisió d'Andorra i els quatre de Segona Divisió.
| Primera Divisió         | Segona Divisió     |
| ----------------------- | ------------------ |
| Atlètic Club d'Escaldes | CF Atlètic Amèrica |
| CE Carroi               | FC Encamp          |
| UE Engordany            | FS La Massana      |
| Inter d'Escaldes        | FC Ordino          |
| Penya Encarnada         |                    |
| UE Sant Julià           |                    |
| FC Santa Coloma         |                    |
| UE Santa Coloma         |                    |

## Primera ronda
| CE Carroi | 2-0 | Atlètic Amèrica |
| --------- | --- | --------------- |
|           |     |                 |

 Centre d'entrenament de la FAF
(Santa Coloma)        
| Penya Encarnada | 2-1 | FC Ordino |
| --------------- | --- | --------- |
|                 |     |           |

 Centre d'entrenament La Massana
(La Massana)        
| FC Santa Coloma | 7-0 | FC Encamp |
| --------------- | --- | --------- |
|                 |     |           |

 Centre d'entrenament de la FAF
(Santa Coloma)        
| UE Santa Coloma | 4-0 | FS La Massana |
| --------------- | --- | ------------- |
|                 |     |               |

 Centre d'entrenament La Massana
(La Massana)        

## Quarts de final
| Inter d'Escaldes | 2-0 | CE Carroi |
| ---------------- | --- | --------- |
|                  |     |           |

 Centre d'entrenament de la FAF
(Santa Coloma)        
| Sant Julià | 4-1 | Penya Encarnada |
| ---------- | --- | --------------- |
|            |     |                 |

 Centre d'entrenament La Massana
(La Massana)        
| UE Engordany | 0-1 | FC Santa Coloma |
| ------------ | --- | --------------- |
|              |     |                 |

 Centre d'entrenament de la FAF
(Santa Coloma)        
| Atlètic Club d'Escaldes | 3-0 | UE Santa Coloma |
| ----------------------- | --- | --------------- |
|                         |     |                 |

 Centre d'entrenament La Massana
(La Massana)        

## Semifinals
| Inter d'Escaldes | 1-2 | Sant Julià |
| ---------------- | --- | ---------- |
|                  |     |            |

 Centre d'entrenament La Massana
(La Massana)        
| FC Santa Coloma | 1-2 | Atlètic Club d'Escaldes |
| --------------- | --- | ----------------------- |
|                 |     |                         |

 Centre d'entrenament La Massana
(La Massana)        

## Final
| Sant Julià                              | 2-1   | Atlètic Club d'Escaldes |
| --------------------------------------- | ----- | ----------------------- |
| Bakari (42') · Rafael Brito (92') (pp.) | [ 2 ] | Nikola Zugic (37')      |

 Estadi Nacional
(Andorra la Vella)        
| Guanyador de la Copa Constitució 2021 |
| ------------------------------------- |
| Sant Julià                            |